# Magomed Isagadzhiyev
Magomed Asadulayevich Isagadzhiyev –en ruso, Магомед Асадуллаевич Исагаджиев– (3 de octubre de 1979) es un deportista ruso que compitió en lucha libre. Ganó una medalla de plata en el Campeonato Mundial de Lucha de 2002 y una medalla de bronce en el Campeonato Europeo de Lucha de 2002.

## Palmarés internacional
| Campeonato Mundial | Campeonato Mundial | Campeonato Mundial | Campeonato Mundial |
| Año                | Lugar              | Medalla            | Categoría          |
| ------------------ | ------------------ | ------------------ | ------------------ |
| 2002               | Teherán (Irán)     | Medalla de plata   | 74 kg              |
| Campeonato Europeo |                    |                    |                    |
| Año                | Lugar              | Medalla            | Categoría          |
| 2002               | Bakú (Azerbaiyán)  | Medalla de bronce  | 74 kg              |